# Liste des députés de l'Allier
 (mai 2025).
Le département de l'Allier est divisé depuis 2012 en trois circonscriptions législatives.
Lors des élections législatives de 2017, deux députées La République en marche sont élues, ainsi qu'un député du Parti communiste français.

## Liste des députés élus sous laVeRépublique

### Irelégislature(1958-1962)
| Circonscription           | Député           | Parti | Parti | Suppléant      | Autre mandat                  |
| ------------------------- | ---------------- | ----- | ----- | -------------- | ----------------------------- |
| Première circonscription  | Paul Maridet     |       | CNIP  | René Cuvelier  | Maire d'Yzeure                |
| Deuxième circonscription  | Pierre Bourgeois |       | SFIO  | Marcel Duplaix | Adjoint au maire de Montluçon |
| Troisième circonscription | Pierre Villon    |       | PCF   | Émile Parnière |                               |
| Quatrième circonscription | Pierre Coulon    |       | CNI   | Édouard Porte  | Maire de Vichy                |

### IIelégislature(1962-1967)
| Circonscription           | Député           | Parti | Parti | Suppléant       | Autre mandat                                           |
| ------------------------- | ---------------- | ----- | ----- | --------------- | ------------------------------------------------------ |
| Première circonscription  | Marcel Guyot     |       | PCF   | Jean Billaud    |                                                        |
| Deuxième circonscription  | Jean Nègre       |       | SFIO  | Émile Chabridon | Maire de Montluçon                                     |
| Troisième circonscription | Charles Magne    |       | SFIO  | Pierre Boulois  | Maire de Gannat Conseiller général du Canton de Gannat |
| Quatrième circonscription | Gabriel Péronnet |       | PR    | Marcel Corre    | Conseiller général du canton de Cusset                 |

### IIIelégislature(1967-1968)
| Circonscription           | Député           | Parti | Parti | Suppléant       | Autre mandat                                                         |
| ------------------------- | ---------------- | ----- | ----- | --------------- | -------------------------------------------------------------------- |
| Première circonscription  | Marcel Guyot     |       | PCF   | Jean Billaud    | Remplacé par Jean Billaud le 28 janvier 1968 à la suite de son décès |
| Deuxième circonscription  | Jean Nègre       |       | SFIO  | Émile Chabridon | Maire de Montluçon                                                   |
| Troisième circonscription | Pierre Villon    |       | PCF   | Émile Parnière  |                                                                      |
| Quatrième circonscription | Gabriel Péronnet |       | PR    | Marcel Corre    | Conseiller général du canton de Cusset                               |

### IVelégislature(1968-1973)
| Circonscription           | Député           | Parti | Parti | Suppléant      | Autre mandat                           |
| ------------------------- | ---------------- | ----- | ----- | -------------- | -------------------------------------- |
| Première circonscription  | Hector Rolland   |       | UDR   | Jean Poncet    | Maire de Moulins (à partir de 1971)    |
| Deuxième circonscription  | Henri Védrines   |       | PCF   | Henri Guichon  |                                        |
| Troisième circonscription | Pierre Villon    |       | PCF   | Émile Parnière |                                        |
| Quatrième circonscription | Gabriel Péronnet |       | PR    | Marcel Corre   | Conseiller général du canton de Cusset |

### Velégislature(1973-1978)
| Circonscription           | Député           | Parti | Parti | Suppléant      | Autre mandat |
| ------------------------- | ---------------- | ----- | ----- | -------------- | --- |
| Première circonscription  | Hector Rolland   |       | UDR   | Jean Poncet    | Maire de Moulins |
| Deuxième circonscription  | Maurice Brun     |       | DVG   | André Godard   | Maire de Montluçon, conseiller général du canton de Montluçon-Ouest                                                                   |
| Troisième circonscription | Pierre Villon    |       | PCF   | Ernest Maximin | |
| Quatrième circonscription | Gabriel Péronnet |       | PR    | Jean Chabrol   | Conseiller général du canton de Cusset Nommé au gouvernement entre le 9 juillet 1974 et le 2 décembre 1976 Remplacé par Jean Chabrol. |

### VIelégislature(1978-1981)
| Circonscription           | Député           | Parti | Parti | Suppléant           | Autre mandat                           |
| ------------------------- | ---------------- | ----- | ----- | ------------------- | -------------------------------------- |
| Première circonscription  | Hector Rolland   |       | RPR   | Jean Poncet         | Maire de Moulins                       |
| Deuxième circonscription  | Pierre Goldberg  |       | PCF   | Jacqueline Grégoire | Maire de Montluçon                     |
| Troisième circonscription | André Lajoinie   |       | PCF   | Ernest Maximin      |                                        |
| Quatrième circonscription | Gabriel Péronnet |       | DVD   | Gérard Bertucat     | Conseiller général du canton de Cusset |

### VIIelégislature(1981-1986)
| Circonscription           | Député               | Parti | Parti | Suppléant          | Autre mandat                          |
| ------------------------- | -------------------- | ----- | ----- | ------------------ | ------------------------------------- |
| Première circonscription  | Jean-Paul Desgranges |       | PS    | René Migeon        | Conseiller général du canton d'Yzeure |
| Deuxième circonscription  | Albert Chaubard      |       | PS    | François Laplanche |                                       |
| Troisième circonscription | André Lajoinie       |       | PCF   | Ernest Maximin     |                                       |
| Quatrième circonscription | Jean-Michel Belorgey |       | PS    | Jacques Milliet    |                                       |

### VIIIelégislature(1986-1988)
Les députés sont élus au scrutin proportionnel
| Liste   | Identité             | Parti | Parti  | Autres mandats                                         |
| ------- | -------------------- | ----- | ------ | ------------------------------------------------------ |
| UDF-RPR | Hector Rolland       |       | RPR    | Maire de Moulins (1971-1989)                           |
| UDF-RPR | Jacques Lacarin      |       | UDF-PR | Maire de Vichy (1967-1989)                             |
| PS      | Jean-Michel Belorgey |       | PS     |                                                        |
| PCF     | André Lajoinie       |       | PCF    | Conseiller régional d’Auvergne (1978-1988 & 1992-1998) |

### IXelégislature(1988-1993)
| Circonscription           | Député               | Parti | Parti | Suppléant                 | Autre mandat                                                                       |
| ------------------------- | -------------------- | ----- | ----- | ------------------------- | ---------------------------------------------------------------------------------- |
| Première circonscription  | François Colcombet   |       | DVG   | Catherine Lissonde-Mabrut | Maire de Dompierre-sur-Besbre Conseiller général du canton de Dompierre-sur-Besbre |
| Deuxième circonscription  | Pierre Goldberg      |       | PCF   | Nicole Picandet           | Maire de Montluçon Conseiller régional d'Auvergne                                  |
| Troisième circonscription | André Lajoinie       |       | PCF   | Robert Chaput             |                                                                                    |
| Quatrième circonscription | Jean-Michel Belorgey |       | PS    | François Lacoste          |                                                                                    |

### Xelégislature(1993-1997)
| Circonscription           | Député                | Parti | Parti | Suppléant             | Autre mandat                                                                                          |
| ------------------------- | --------------------- | ----- | ----- | --------------------- | --- |
| Première circonscription  | Pierre-André Périssol |       | RPR   | Guy Canard            | Maire de Moulins Remplacé le 19 juin 1995 par Guy Canard à la suite de sa nomination au gouvernement. |
| Deuxième circonscription  | Jean Gravier          |       | UDF   | Richard Prévost       | Maire de Villebret                                                                                    |
| Troisième circonscription | Bernard Coulon        |       | UDF   | Michel Tissier        | Maire de Saint-Pourçain-sur-Sioule (1995-2018)                                                        |
| Quatrième circonscription | Claude Malhuret       |       | UDF   | Jean-François Hamaide | Maire de Vichy                                                                                        |

### XIelégislature(1997-2002)
| Circonscription           | Député             | Parti | Parti | Suppléant          | Autre mandat                                                                       |  |
| ------------------------- | ------------------ | ----- | ----- | ------------------ | ---------------------------------------------------------------------------------- |  |
| Première circonscription  | François Colcombet |       | PS    | Michel Panthou     | Maire de Dompierre-sur-Besbre Conseiller général du canton de Dompierre-sur-Besbre |  |
| Deuxième circonscription  | Pierre Goldberg    |       | PCF   | Nicole Picandet    | Conseiller régional d'Auvergne                                                     |  |
| Troisième circonscription | André Lajoinie     |       | PCF   | Liliane Sommeiller | Conseiller régional d'Auvergne                                                     |  |
| Quatrième circonscription | Gérard Charasse    |       | PRG   | Michel Marien      | Conseiller général du Canton de Cusset-Sud (Depuis 1998)                           |  |

### XIIelégislature(2002-2007)
| Circonscription           | Député                | Parti | Parti | Suppléant                | Autre mandat                                                        |
| ------------------------- | --------------------- | ----- | ----- | ------------------------ | ------------------------------------------------------------------- |
| Première circonscription  | Pierre-André Périssol |       | UMP   | Jean-Marie Lesage        | Maire de Moulins                                                    |
| Deuxième circonscription  | Pierre Goldberg       |       | PCF   | Mireille Schurch         | Conseiller régional d'Auvergne Déchu de son mandat le 16 mars 2007. |
| Troisième circonscription | Yves Simon            |       | UMP   | Élisabeth Albert-Cuisset | Maire de Meillard Conseiller général du Canton du Montet            |
| Quatrième circonscription | Gérard Charasse       |       | PRG   | Michel Marien            | Conseiller général du Canton de Cusset-Sud                          |

### XIIIelégislature (2007-2012)
| Circonscription           | Député            | Parti | Parti | Suppléant          | Autre mandat                                          |
| ------------------------- | ----------------- | ----- | ----- | ------------------ | ----------------------------------------------------- |
| Première circonscription  | Guy Chambefort    |       | DVG   | Marie-José Chassin | Maire d'Yzeure                                        |
| Deuxième circonscription  | Bernard Lesterlin |       | PS    | Marc Malbet        |                                                       |
| Troisième circonscription | Jean Mallot       |       | PS    | Serge Boulade      | Premier vice-président du Conseil régional d'Auvergne |
| Quatrième circonscription | Gérard Charasse   |       | PRG   | Michel Marien      | Conseiller général du Canton de Cusset-Sud            |

### XIVelégislature(2012-2017)
| Circonscription           | Député            | Parti | Parti | Suppléant      | Autre mandat                               |
| ------------------------- | ----------------- | ----- | ----- | -------------- | ------------------------------------------ |
| Première circonscription  | Guy Chambefort    |       | PS    | Xavier Cadoret |                                            |
| Deuxième circonscription  | Bernard Lesterlin |       | PS    | Nicolas Brien  |                                            |
| Troisième circonscription | Gérard Charasse   |       | PRG   | Michel Marien  | Conseiller général du Canton de Cusset-Sud |

### XVelégislature(2017-2022)
| Circonscription           | Député                        | Parti | Parti | Suppléant     | Autre mandat                                   |
| ------------------------- | ----------------------------- | ----- | ----- | ------------- | ---------------------------------------------- |
| Première circonscription  | Jean-Paul Dufrègne            |       | PCF   | Valérie Gouby | Conseiller départemental du canton de Souvigny |
| Deuxième circonscription  | Laurence Vanceunebrock-Mialon |       | REM   | Annick Boulet |                                                |
| Troisième circonscription | Bénédicte Peyrol              |       | REM   | Agnès Chapuis |                                                |

### XVIelégislature(2022-2024)
| Circonscription           | Député         | Parti | Parti | Suppléant          | Autre mandat                                 |
| ------------------------- | -------------- | ----- | ----- | ------------------ | -------------------------------------------- |
| Première circonscription  | Yannick Monnet |       | PCF   | Jean-Paul Dufrègne | Conseiller régional d'Auvergne-Rhône-Alpes   |
| Deuxième circonscription  | Jorys Bovet    |       | RN    | Amanthe Galango    |                                              |
| Troisième circonscription | Nicolas Ray    |       | LR    | Valérie Lassalle   | Conseiller municipal de Bellerive-sur-Allier |

### XVIIelégislature(2024-)
| Circonscription           | Député         | Parti | Parti | Suppléant          | Autre mandat                                 |
| ------------------------- | -------------- | ----- | ----- | ------------------ | -------------------------------------------- |
| Première circonscription  | Yannick Monnet |       | PCF   | Jean-Paul Dufrègne |                                              |
| Deuxième circonscription  | Jorys Bovet    |       | RN    | Amanthe Galango    |                                              |
| Troisième circonscription | Nicolas Ray    |       | LR    | Valérie Lassalle   | Conseiller municipal de Bellerive-sur-Allier |

## IVe République

### IIIème législature (1956-1958)
Henri Védrines (PCF)
Pierre Villon (PCF)
Gilles Gozard (SFIO)
Pierre Coulon (IPAS)
Jean-Pierre Parrot (UFF)

### IIème législature (1951-1956)
Henri Védrines (PCF)
Pierre Villon (PCF)
Gilles Gozard (SFIO)
Pierre Nigay (Radical)
Pierre Coulon (RPF)

### Ire législature (1946-1951)
- Marcel Pouyet (SFIO)
- Henri Védrines (PCF)
- Gilles Gozard (SFIO)
- Yves Helleu (MRP), décédé le 19 novembre 1946, remplacé par Octave Amiot (MRP)
- Pierre Villon (PCF)

## IIIeRépublique

### Assemblée nationale (1871-1876)
- Léon Riant, Union des droites
- Charles-Auguste Martenot, Appel au peuple (Bonapartiste)
- Sosthène Patissier, Centre gauche
- Armand Étienne Méplain, Centre droit
- Joseph de Villardi de Montlaur, Union des droites
- Louis Raymond de Montaignac de Chauvance, Centre droit
- Louis d'Aurelle de Paladines, Centre gauche

### Irelégislature(1876-1877)
- Victor André Cornil, Républicain modéré
- Joseph Chantemille, Républicain
- Sosthène Patissier
- Alfred Adrian
- Jean-Baptiste Defoulenay
- Louis Laussedat

### IIelégislature(1877-1881)
- Victor André Cornil
- Émile Bonnaud
- Joseph Chantemille
- Sosthène Patissier
- Jean-Baptiste Defoulenay
- Louis Laussedat, décédé en 1878, remplacé par Félix Datas

### IIIelégislature(1881-1885)
- Balthazar Vinatier, décédé en 1882, remplacé par Léon Roquet
- Alphonse Labussière
- Victor André Cornil, démissionne en 1882, remplacé par Bernard Honoré Préveraud
- Joseph Chantemille
- Marcellin Simonnet
- Félix Datas, décédé en 1884, remplacé par Eugène Bruel

### IVelégislature(1885-1889)
- Alphonse Labussière
- Félix Mathé
- Pierre Aujame
- Paul Rondeleux
- Marcellin Simonnet
- Bernard Honoré Préveraud

### Velégislature(1889-1893)
- Montluçon-2 : Alexandre Dumas, Républicain
- Lapalisse : Jules Gacon, Républicain
- Gannat : Alphonse Labussière, Républicain
- Montluçon1 : Christophe Thivrier, Socialiste
- Moulins-2 :Pierre Ville, Radical
- Moulins-1 : Félix Mathé, Radical

Source : journal Le Temps du 24 septembre et du 8 octobre 1889 sur Gallica,.

### VIelégislature(1893-1898)
- Montluçon-1 : Christophe Thivrier, Socialiste, décédé en 1895, remplacé par Marcel Vacher, Républicain progressiste
- Montluçon-2 : Charles Sauvanet, Socialiste
- Lapalisse : Jules Gacon, Radical
- Gannat : Gabriel Delarue, Radical
- Moulins-2 : Pierre Ville, Radical
- Moulins-1 : Félix Mathé, Radical

Source : journal Le Temps du 22 août et du 5 septembre 1893 sur Gallica,.

### VIIelégislature(1898-1902)
- Montluçon-1 : Stéphane Létang, Socialiste blanquiste
- Moulins-1 : Henri Péronneau, Radical socialiste
- Montluçon-2 : Charles Sauvanet, Socialiste
- Lapalisse : Jules Gacon, Radical
- Gannat : Gabriel Delarue, Radical socialiste
- Moulins-2 : Pierre Ville, Radical socialiste

Source : journal Le Temps du 10 mai et du 24 mai 1898 sur Gallica,.

### VIIIelégislature(1902-1906)
- Montluçon-1 : Léon Thivrier, Socialiste collectiviste
- Lapalisse : Jules Gacon, Radical Socialiste, élu sénateur en 1903, remplacé par Marcel Régnier, Républicain (Gauche radicale)
- Montluçon-2 : Paul Constans, Socialiste collectiviste
- Moulins-1 : Henri Péronneau, Radical
- Gannat : Gabriel Delarue, Radical Socialiste, décédé en décembre 1905, non remplacé
- Moulins-2 : Pierre Ville, Radical, élu sénateur en 1903, remplacé par Albert Minier, Radical Socialiste

Source : journal Le Temps du 29 avril et du 13 mai 1902 sur Gallica,.

### IXelégislature(1906-1910)
- Montluçon-1 : Léon Thivrier, Socialistes unifiés
- Lapalisse : Marcel Régnier, Radical Socialiste
- Gannat : Charles Péronnet, Radical Socialiste
- Montluçon-2 : Paul Constans, Socialistes unifiés
- Moulins-2 : Albert Minier, Radical Socialiste
- Moulins-1 : Henri Péronneau, Radical, décédé en 1909, remplacé par Arthur Mille, Socialistes unifiés

Sources : Journal Le Temps du 6 et du 22 mai 1906 sur Gallica - ,.

### Xelégislature(1910-1914)
- Moulins-2 : Pierre Brizon, socialiste
- Lapalisse : Charles Dumas, socialiste
- Montluçon-1 : Léon Thivrier, socialiste
- Gannat : Émile Paturet, Républicain socialiste
- Moulins-2 : Étienne Lamoureux, Radical socialiste
- Moulins-1 : Arthur Mille, socialiste

Sources : Journal Le Temps du 24 avril et du 8 mai 1910 sur Gallica - ,.

### XIelégislature(1914-1919)
- Moulins-2 : Pierre Brizon, SFIO
- Montluçon-1 : Léon Thivrier, SFIO
- Lapalisse : Jean-Baptiste Baudon, Radical socialiste
- Moulins-1 : Louis Defos, Républicain socialiste, décédé le 5 août 1919, non remplacé
- Gannat : Charles Péronnet, Radical socialiste
- Montluçon-2 : Paul Constans, SFIO

Sources : Journal Le Temps du 28 avril et du 12 mai 1914 sur Gallica - ,.

### XIIelégislature(1919-1924)
Les élections législatives de 1919 sont organisées au scrutin proportionnel de liste. Elles marquent au niveau national la victoire du Bloc national de centre droit.
Liste d'action républicaine
- Ernest Décloux, Entente républicaine démocratique
- Gilles Chateau, Gauche républicaine démocratique
- Lucien Lamoureux, Parti radical et radical-socialiste
- Gaston Vidal, Républicain socialiste
- Charles Péronnet, Parti radical et radical-socialiste
- Jean Dodat, Parti radical et radical-socialiste

Source : Barodet sur le site de l'Assemblée Nationale - https://bibnum.sciencespo.fr/s/catalogue/ark:/46513/sc16m2kz#?c=&m=&s=&cv=

### XIIIelégislature(1924-1928)
Les élections législatives de 1924 sont organisées au scrutin proportionnel de liste. Elles marquent au niveau national national la victoire du cartel des gauches.
Liste d'Union socialiste
- Paul Constans, SFIO, maire de Montluçon
- Alexandre Puechmaille, Socialiste indépendant puis SFIO, décédé le 18 octobre 1925, non remplacé
- René Boudet, SFIO
- Isidore Thivrier, SFIO, Conseiller général

Liste de Concentration républicaine et sociale
- Lucien Lamoureux, Parti radical et radical-socialiste

Source : Barodet sur le site de l'Assemblée Nationale - https://bibnum.sciencespo.fr/s/catalogue/ark:/46513/sc16m1m0#?c=&m=&s=&cv=

### XIVelégislature(1928-1932)
Les élections législatives sont au scrutin d'arrondissement majoritaire à deux tours de 1928 à 1936.
- Montluçon-1 : Isidore Thivrier, SFIO
- Lapalisse : Lucien Lamoureux, Parti radical-socialiste
- Gannat : Hubert Pradon-Vallancy, Républicain socialiste
- Moulins-2 : Camille Planche, Républicain socialiste et socialiste français
- Moulins-1 : René Boudet, SFIO
- Montluçon-2 : Paul Constans, SFIO, décédé le 4 octobre 1931, remplacé par Marx Dormoy, SFIO, élu le 22 novembre 1931

Source : Élections législatives 22-29 avril 1928 de Georges Lachapelle - https://gallica.bnf.fr/ark:/12148/bpt6k320439r.texteImage#

### XVelégislature(1932-1936)
- Montluçon-1 : Isidore Thivrier, SFIO
- Montluçon-2 : Marx Dormoy, SFIO
- Lapalisse : Lucien Lamoureux, Radical socialiste
- Moulins-2 : Camille Planche, SFIO
- Gannat : Paul Rives, SFIO
- Moulins-1 : René Boudet, SFIO

### XVIelégislature(1936-1940)
- Montluçon-1 : Isidore Thivrier, SFIO
- Montluçon-2 : Marx Dormoy, , SFIO, élu sénateur en 1938, remplacé par Eugène Jardon, PC-SFIC, élu le 30 avril 1939
- Lapalisse : Jean Barbier, SFIO, démissionne le 28 septembre 1936, remplacé par Lucien Lamoureux, Radical-socialiste, élu le 3 janvier 1937
- Moulins-2 : Camille Planche, SFIO
- Gannat : Paul Rives, SFIO
- Moulins-1 : René Boudet, SFIO

## Second Empire

### Irelégislature(1852-1857)
- Charles de Veauce
- Gilbert Desmaroux de Gaulmin

### IIelégislature(1857-1863)
- Charles de Veauce
- Gilbert Desmaroux de Gaulmin
- Paul Rambourg

### IIIelégislature(1863-1869)
- Édouard Fould, démissionne en 1868, remplacé par Stéphane Mony
- Charles de Veauce
- Gilbert Desmaroux de Gaulmin

### IVelégislature(1869-1870)
- Charles de Veauce
- Gilbert Desmaroux de Gaulmin
- Stéphane Mony

## IIeRépublique
Élections au suffrage universel masculin à partir de 1848.

### Assemblée nationale constituante (1848-1849)
- Prosper Jacques Barthélémy Terrier
- Sébastien Fargin-Fayolle
- Louis Laussedat
- Antoine Félix Mathé
- Charles Madet
- Maurice-Poivre Bureaux de Pusy
- Charles Gilbert Tourret
- Amable de Courtais

### Assemblée nationale législative (1849-1851)
- Prosper Jacques Barthélémy Terrier
- Gilbert Desmaroux de Gaulmin
- Christophe Rantian
- Sébastien Fargin-Fayolle, déchu en 1850, remplacé par Gabriel Dufour-Raffier
- Antoine Félix Mathé
- Charles Madet
- Michel Sartin

## Chambre des députés (Monarchie de Juillet)

### Irelégislature(1830-1831)
- Pierre Hippolyte Raynaud
- Alphonse de Grouchy
- Victor Destutt de Tracy
- Louis-Auguste Camus de Richemont

### IIelégislature(1831-1834)
- Pierre Hippolyte Raynaud
- Barthélémy Meilheurat
- Victor Destutt de Tracy
- Louis-Auguste Camus de Richemont

### IIIelégislature(1834-1837)
- Victor Destutt de Tracy
- Antoine Boirot
- Louis-Auguste Camus de Richemont

### IVelégislature(1837-1839)
- Charles Gilbert Tourret
- Pierre Antoine Meilheurat
- François Le Lorgne d'Ideville
- Étienne Boirot

### Velégislature(1839-1842)
- Charles Gilbert Tourret
- Pierre Hippolyte Raynaud
- Pierre Antoine Meilheurat
- Alexis Moulin-Debord

### VIelégislature(1842-1846)
- Maurice-Poivre Bureaux de Pusy
- Pierre Antoine Meilheurat
- Amable de Courtais
- François Le Lorgne d'Ideville

### VIIelégislature(1846-1848)
- Maurice-Poivre Bureaux de Pusy
- Pierre Antoine Meilheurat
- Amable de Courtais
- François Le Lorgne d'Ideville

## Chambre des députés des départements (2eRestauration)

### Irelégislature(1815–1816)
- Jean-Louis Aupetit-Durand
- Simon de Coiffier de Moret
- Hector-François Préveraud de La Boutresse

### IIelégislature(1816-1823)
- Victor Destutt de Tracy
- Jean-François Burelle
- Antoine Deschamps de La Vareinne
- Jean-Louis Aupetit-Durand
- Hector-François Préveraud de La Boutresse
- François Jean-Baptiste d'Alphonse

### IIIelégislature(1824-1827)
- Pierre Béraud des Rondars
- Gérard Antoine Louis de Champflour
- Jean-Baptiste de Chevenon de Bigny
- Hector-François Préveraud de La Boutresse

### IVelégislature(1828-1830)
- Félix de Conny
- Pierre Béraud des Rondars
- Victor Destutt de Tracy
- Louis-Auguste Camus de Richemont

### Velégislature(juin 1830-juillet 1830)
- Félix de Conny
- Pierre Béraud des Rondars
- Victor Destutt de Tracy
- Louis-Auguste Camus de Richemont

## Chambre des représentants (Cent-Jours)
- François Gabriel Desbrest
- Jean-François Burelle
- Louis-Auguste Camus de Richemont
- François Givois
- Gilbert Claûtrier
- Charles Duprat

## Chambre des députés des départements (1reRestauration)
- Pierre Lucas
- Joseph Hennequin

## Corps législatif (1800-1814)
- Pierre Lucas
- Joseph Beauchamp
- Étienne Sauret (homme politique)
- Georges Antoine Chabot de l'Allier
- François Dalphonse
- François Maugenest
- Joseph Hennequin
- Pierre François Sauret de La Borie
- Jean-Baptiste Clauzel
- Jean-Baptiste Joseph Lucas
- Pierre Giraudet-Boudemange

## Conseil des Cinq-Cents (1795-1799)
- Joseph Beauchamp
- Charles Pierre Amelot
- Étienne Sauret (homme politique)
- François Maugenest
- Jean Joseph Deléage

## Convention nationale (1792-1795)
- Joseph Beauchamp
- Georges Antoine Chabot de l'Allier
- Pourçain Martel
- Claude-Lazare Petitjean
- Pierre François Félix Joseph Giraud
- Étienne Vidalin
- Pierre Jacques Forestier
- Gilbert Chevalier
- Jean Joseph Deléage

## Assemblée législative (1791-1792)
- Étienne Douyet
- Jacques Boisrot de La Cour
- Gilbert Ruet de La Motte
- Pierre Antoine Jouffret de Bonnefond
- Joseph Hennequin
- Gilbert Gaulmin
- François Bernard Descrots d'Estrée